# Destine romantice
Destine romantice este un film românesc din 1982 regizat de Haralambie Boroș. Rolurile principale au fost interpretate de actorii Eftimie Popovici, Imola Gáspár și Nicolae Dinică.

## Distribuție
Distribuția filmului este alcătuită din:
- Eftimie Popovici — ing. Mihai Mândrican, directorul Grupului 3 Șantiere
- Imola Gáspár — Paulina, ospătărița recalificată ca sudoriță
- Nicolae Dinică — maistrul Lică Haidaru, șeful echipei de sudori
- Tamara Crețulescu — Aurora, medic, fosta soție a lui Mândrican și actuala soție a lui Sorinescu
- Constantin Diplan — ing. Sorinescu, prim-secretarul Comitetului orășenesc de partid
- Ștefan Mihăilescu-Brăila — maistrul Zamfiroiu, „inventatorul”
- Cristina Deleanu — ing. Viorica Obădeanu, inginer șef în centrala ministerului
- Catrinel Paraschivescu — Elvira, secretara directorului
- Nae Gh. Mazilu — maistrul Ion Cărare, secretarul org. de partid a șantierului
- Sorin Ștefănescu Medeleni — Sorin Cristache, sudorul poet, iubitul Paulinei
- Dana Mladin — Dana, fata ing. Mândrican și a Aurorei
- Florin Tănase — Meduză, sudorul înscris la cursurile serale
- Romeo Pop — Matei, macaragiul care a lucrat în Libia
- Iulia Boroș — Cătălina (Lia), fiica maistrului Cărare
- Horațiu Mălăele — un țăran oltean venit să muncească pe șantier
- Lucia Boga — profesoara de la cursurile serale
- Alexandru Lungu — un țăran oltean venit să muncească pe șantier
- Dem Rădulescu — un țăran oltean venit să muncească pe șantier
- Petre Gheorghiu-Goe — șeful de personal al șantierului (nemenționat)

## Primire
Filmul a fost vizionat de 1.758.846 de spectatori în cinematografele din România, după cum atestă o situație a numărului de spectatori înregistrat de filmele românești de la data premierei și până la data de 31 decembrie 2014 alcătuită de Centrul Național al Cinematografiei.